# Щепетков, Антон Петрович
Антон Петрович Щепетков (9 сентября 1912, Кривой Рог, Херсонская губерния — 26 сентября 1982, Навои) — советский горный инженер. Лауреат Государственной премии СССР (1977).

## Биография
Родился 9 сентября 1912 года в местечке Кривой Рог.
Окончил Свердловский горный институт. Член КПСС.
С 1938 года — на хозяйственной, общественной и политической работе. 
До 1941 года работал горным инженером в Кривом Роге.
Участник Великой Отечественной войны в составе 173-й осапб 40-й армии Воронежского фронта.
В 1945—1956 годах — инженер, начальник управления, директор рудника Табошар на комбинате № 6 (ЛГХК).
В 1956—1959 годах — начальник рудоуправления № 24 (Красногорск).
В 1959—1982 годах — главный инженер, начальник ЦНИЛ, заместитель главного геолога Навойского ГМК.
Умер 26 сентября 1982 году в городе Навои.

## Награды
- Государственная премия СССР (1977) — за освоение месторождения Учкудук (в составе коллектива: Л. М. Демич, Л. Д. Ефанов, Б. Н. Зиздо, О. Н. Мальгин, П. Л. Нижников, А. А. Петров, Б. И. Шварцман, В. В. Михайлов — Первое Главное управление; Л.Х Мальский, Л. Г. Подоляко — проектный институт).